# Crataegus degenii
Crataegus degenii är en rosväxtart som beskrevs av Zsak. Crataegus degenii ingår i Hagtornssläktet som ingår i familjen rosväxter. Inga underarter finns listade i Catalogue of Life.